# Wormhagedissen (familie)
Wormhagedissen (Amphisbaenidae) zijn een familie van reptielen uit de onderorde wormhagedissen (Amphisbaenia). 

## Naam en indeling
De wetenschappelijke naam van de groep werd voor het eerst voorgesteld door John Edward Gray in 1865. De groep wordt ook wel aangeduid met wormhagedissen sensu stricto of wormhagedissen in engere zin om ze te onderscheiden van de onderorde Amphisbaenia waartoe ze behoren en die ook wormhagedissen worden genoemd. 

## Verspreiding en habitat
Alle soorten komen voor in delen van Zuid-Amerika en Afrika.
De habitat bestaat voornamelijk uit tropische en subtropische bossen tot drogere gebieden als savannen.

## Geslachten
De familie wordt vertegenwoordigd door 179 soorten in twaalf geslachten. Deze zijn onderstaand weergegeven met de auteur en het verspreidingsgebied. 
| Naam          | Soorten | Auteur          | Verspreidingsgebied |
| ------------- | ------- | --------------- | --- |
| Amphisbaena   | 99      | Linnaeus, 1758  | Zuid-Amerika: Argentinië, Bolivia, Brazilië, Colombia, Cuba, Ecuador, Frans-Guyana, Guyana, Haïti, Hispaniola, Maagdeneilanden, Paraguay, Peru, Puerto Rico, Suriname, Trinidad, Uruguay, Venezuela |
| Ancylocranium | 3       | Parker, 1942    | Afrika; Ethiopië, Somalië, Tanzania |
| Baikia        | 1       | Gray, 1865      | Afrika; Nigeria, mogelijk Kameroen |
| Chirindia     | 5       | Boulenger, 1907 | Afrika; Mozambique, Tanzania, Zimbabwe, Zuid-Afrika |
| Cynisca       | 20      | Gray, 1866      | Afrika; Benin, Burkina Faso, Centraal-Afrikaanse Republiek, Mali, Gabon, Gambia, Ghana, Guinee, Guinee-Bissau, Kameroen, Liberia, Mali, Niger, Nigeria, Senegal, Sierra Leone, Togo, Tsjaad         |
| Dalophia      | 6       | Gray, 1865      | Afrika; Angola, Botswana, Congo-Kinshasa, Namibië, Mozambique, Zambia, Zimbabwe, Zuid-Afrika |
| Geocalamus    | 2       | Günther, 1880   | Afrika; Kenia en Tanzania |
| Leposternon   | 11      | Wagler, 1824    | Zuid-Amerika; Argentinië, Bolivia, Brazilië, Paraguay, Uruguay |
| Loveridgea    | 2       | Vanzolini, 1951 | Afrika; Tanzania |
| Mesobaena     | 2       | Mertens, 1925   | Zuid-Amerika; Brazilië, Colombia, Venezuela |
| Monopeltis    | 20      | Smith, 1848     | Afrika; Angola, Botswana, Centraal-Afrikaanse Republiek, Congo-Kinshasa, Gabon, Kameroen, Malawi, Mozambique, Namibië, Zambia, Zimbabwe, Zuid-Afrika                                                |
| Zygaspis      | 8       | Cope, 1885      | Afrika; Angola, Botswana, Congo-Kinshasa, Mozambique, Namibië, Zambia, Zimbabwe, Zuid-Afrika |